# Europamästerskapen i simhopp 2025
Europamästerskapen i simhopp 2025 hölls mellan den 22 och 28 maj 2025 i Antalya i Turkiet. Det var den åttonde upplagan av det separata mästerskapet europamästerskapen i simhopp och den totalt 44:e upplagan då europamästerskapen i simsport räknas med.

## Medaljörer

### Herrar
| Gren                   | Guld                                  | Guld   | Silver                                   | Silver | Brons                                    | Brons  |
| 1 m svikt              | Moritz Wesemann · Tyskland            | 400,60 | Lorenzo Marsaglia · Italien              | 391,75 | Danylo Konovalov · Ukraina               | 390,55 |
| 3 m svikt              | Andrzej Rzeszutek · Polen             | 431,25 | Noah Penman · Storbritannien             | 429,70 | Moritz Wesemann · Tyskland               | 426,85 |
| 10 m plattform         | Oleksij Sereda · Ukraina              | 468,65 | Ole Rösler · Tyskland                    | 439,45 | Anton Knoll · Österrike                  | 423,35 |
| Parhopp 3 m svikt      | Tyskland Timo Barthel Moritz Wesemann | 389,58 | Italien Lorenzo Marsaglia Giovanni Tocci | 386,70 | Storbritannien Leon Baker Hugo Thomas    | 383,25 |
| Parhopp 10 m plattform | Ukraina Mark Hrytsenko Oleksij Sereda | 413,76 | Tyskland Espen Prenzyna Ole Rösler       | 402,24 | Italien Simone Conte Riccardo Giovannini | 378,45 |

### Damer
| Gren                   | Guld                                  | Guld   | Silver                               | Silver | Brons                                              | Brons  |
| 1 m svikt              | Chiara Pellacani · Italien            | 283,75 | Elna Widerström · Sverige            | 267,10 | Michelle Heimberg · Schweiz                        | 265,90 |
| 3 m svikt              | Michelle Heimberg · Schweiz           | 335,10 | Aleksandra Bibikina · Armenien       | 322,95 | Lena Hentschel · Tyskland                          | 312,70 |
| 10 m plattform         | Sarah Jodoin Di Maria · Italien       | 324,85 | Pauline Pfeif · Tyskland             | 319,45 | Else Praasterink · Nederländerna                   | 312,10 |
| Parhopp 3 m svikt      | Ukraina Ksenija Botjek Diana Karnafel | 276,84 | Tyskland Lena Hentschel Jette Müller | 265,95 | Storbritannien Desharne Bent-Ashmeil Amy Rollinson | 264,90 |
| Parhopp 10 m plattform | Spanien Valeria Antolino Ana Carvajal | 305,82 | Ukraina Ksenija Bajlo Sofija Lyskun  | 286,44 | Tyskland Carolina Coordes Pauline Pfeif            | 278,70 |

### Mixed
| Gren                   | Guld                                                              | Guld   | Silver                                                           | Silver | Brons                                                                             | Brons  |
| Parhopp 3 m svikt      | Tyskland Luis Ávila Sánchez Lena Hentschel                        | 289,74 | Italien Matteo Santoro Chiara Pellacani                          | 289,71 | Storbritannien Ben Cutmore Desharne Bent-Ashmeil                                  | 271,80 |
| Parhopp 10 m plattform | Ukraina Kirill Boljuch Ksenija Bajlo                              | 308,34 | Italien Riccardo Giovannini Sarah Jodoin Di Maria                | 298,74 | Tyskland Luis Ávila Sánchez Pauline Pfeif                                         | 297,00 |
| Lagtävling             | Ukraina Ksenija Bajlo Sofija Lyskun Kirill Boljuch Oleksij Sereda | 407,20 | Tyskland Lena Hentschel Pauline Pfeif Ole Rösler Moritz Wesemann | 400,60 | Italien Sarah Jodoin Di Maria Chiara Pellacani Riccardo Giovannini Matteo Santoro | 360,40 |

## Medaljtabell
*   Värdland ( Turkiet)
| Nr                   | Nation               | Guld | Silver | Brons | Totalt |
| -------------------- | -------------------- | ---- | ------ | ----- | ------ |
| 1                    | Ukraina              | 5    | 1      | 1     | 7      |
| 2                    | Tyskland             | 3    | 5      | 4     | 12     |
| 3                    | Italien              | 2    | 4      | 2     | 8      |
| 4                    | Schweiz              | 1    | 0      | 1     | 2      |
| 5                    | Polen                | 1    | 0      | 0     | 1      |
| 5                    | Spanien              | 1    | 0      | 0     | 1      |
| 7                    | Storbritannien       | 0    | 1      | 3     | 4      |
| 8                    | Armenien             | 0    | 1      | 0     | 1      |
| 8                    | Sverige              | 0    | 1      | 0     | 1      |
| 10                   | Nederländerna        | 0    | 0      | 1     | 1      |
| 10                   | Österrike            | 0    | 0      | 1     | 1      |
| Totalt (11 nationer) | Totalt (11 nationer) | 13   | 13     | 13    | 39     |